# دستغرد (ألقورات)
دستغرد (بالفارسية: دستگرد) هي مستوطنة تقع في إيران في قسم ألقورات الريفي. يقدر عدد سكانها بـ 296 نسمة .